# Natació al Campionat del Món de natació de 2015
La Natació al Campionat del Món de natació de 2015 se celebraràn del 2 al 9 d'agost de 2015.

## Calendari
En total es disputaran 42 proves.
Hora local (UTC+3).
| Data         | Hora  | Ronda                                   |
| ------------ | ----- | --------------------------------------- |
| 2 Agost 2015 | 09:30 | Sèries dels 100 m papallona femení      |
| 2 Agost 2015 | 09:30 | Sèries dels 400 m lliures masculí       |
| 2 Agost 2015 | 09:30 | Sèries dels 200 m estils femení         |
| 2 Agost 2015 | 09:30 | Sèries dels 50 m papallona masculí      |
| 2 Agost 2015 | 09:30 | Sèries dels 400 m lliures femení        |
| 2 Agost 2015 | 09:30 | Sèries dels 100 m braça masculí         |
| 2 Agost 2015 | 09:30 | Sèries dels 4x100 m lliures femení      |
| 2 Agost 2015 | 09:30 | Sèries dels 4x100 m lliures masculí     |
| 2 Agost 2015 | 17:30 | Semifinals dels 100 m papallona femení  |
| 2 Agost 2015 | 17:30 | Final dels 400 m lliures masculí        |
| 2 Agost 2015 | 17:30 | Semifinals dels 200 m estils femení     |
| 2 Agost 2015 | 17:30 | Semifinals dels 50 m papallona masculí  |
| 2 Agost 2015 | 17:30 | Final dels 400 m lliures femení         |
| 2 Agost 2015 | 17:30 | Semifinals dels 100 m braça masculí     |
| 2 Agost 2015 | 17:30 | Final dels 4x100 m lliures femení       |
| 2 Agost 2015 | 17:30 | Final dels 4x100 m lliures masculí      |
| 3 Agost 2015 | 09:30 | Sèries dels 100 m esquena femení        |
| 3 Agost 2015 | 09:30 | Sèries dels 100 m esquena masculí       |
| 3 Agost 2015 | 09:30 | Sèries dels 100 m braça femení          |
| 3 Agost 2015 | 09:30 | Sèries dels 200 m lliures masculí       |
| 3 Agost 2015 | 09:30 | Sèries dels 1500 m lliures femení       |
| 3 Agost 2015 | 17:30 | Final dels 100 m braça masculí          |
| 3 Agost 2015 | 17:30 | Final dels 100 m papallona masculí      |
| 3 Agost 2015 | 17:30 | Semifinals dels 100 m esquena masculí   |
| 3 Agost 2015 | 17:30 | Semifinals dels 100 m braça femení      |
| 3 Agost 2015 | 17:30 | Final dels 50 m papallona masculí       |
| 3 Agost 2015 | 17:30 | Semifinals dels 100 m esquena femení    |
| 3 Agost 2015 | 17:30 | Semifinals dels 200 m lliures masculí   |
| 3 Agost 2015 | 17:30 | Final dels 200 m estils femení          |
| 4 Agost 2015 | 09:30 | Sèries dels 50 m braça masculí          |
| 4 Agost 2015 | 09:30 | Sèries dels 200 m lliures femení        |
| 4 Agost 2015 | 09:30 | Sèries dels 200 m papallona masculí     |
| 4 Agost 2015 | 09:30 | Sèries dels 800 m lliures masculí       |
| 4 Agost 2015 | 17:30 | Final dels 200 m lliures masculí        |
| 4 Agost 2015 | 17:30 | Final dels 100 esquena femení           |
| 4 Agost 2015 | 17:30 | Semifinals dels 50 m braça masculí      |
| 4 Agost 2015 | 17:30 | Final dels 1500 m lliures femení        |
| 4 Agost 2015 | 17:30 | Final dels 100 m esquena masculí        |
| 4 Agost 2015 | 17:30 | Semifinals dels 200 m lliures femení    |
| 4 Agost 2015 | 17:30 | Final dels 200 m papallona masculí      |
| 4 Agost 2015 | 17:30 | Final dels 100 m braça femení           |
| 5 Agost 2015 | 09:30 | Sèries dels 50 m esquena femení         |
| 5 Agost 2015 | 09:30 | Sèries dels 100 m lliures masculí       |
| 5 Agost 2015 | 09:30 | Sèries dels 200 m papallona femení      |
| 5 Agost 2015 | 09:30 | Sèries dels 200 m estils masculí        |
| 5 Agost 2015 | 09:30 | Sèries dels 4x100 estils mixtes         |
| 5 Agost 2015 | 17:30 | Semifinals dels 100 m lliures masculí   |
| 5 Agost 2015 | 17:30 | Semifinals dels 50 m esquena femení     |
| 5 Agost 2015 | 17:30 | Final dels 200 m papallona masculí      |
| 5 Agost 2015 | 17:30 | Final dels 200 m lliures femení         |
| 5 Agost 2015 | 17:30 | Final dels 50 m braça masculí           |
| 5 Agost 2015 | 17:30 | Semifinals dels 200 m papallona femení  |
| 5 Agost 2015 | 17:30 | Semifinals dels 200 m estils masculí    |
| 5 Agost 2015 | 17:30 | Final dels 800 m lliures masculí        |
| 5 Agost 2015 | 17:30 | Final dels 4x100 estils mixtes          |
| 6 Agost 2015 | 09:30 | Sèries dels 100 m lliures femení        |
| 6 Agost 2015 | 09:30 | Sèries dels 200 esquena masculí         |
| 6 Agost 2015 | 09:30 | Sèries dels 200 braça femení            |
| 6 Agost 2015 | 09:30 | Sèries dels 200 braça masculí           |
| 6 Agost 2015 | 09:30 | Sèries dels 4x200m lliures femení       |
| 6 Agost 2015 | 17:30 | Semifinals dels 100 m lliures femení    |
| 6 Agost 2015 | 17:30 | Final dels 200 m estils masculí         |
| 6 Agost 2015 | 17:30 | Semifinals dels 200 m braça femení      |
| 6 Agost 2015 | 17:30 | Final dels 100 m lliures masculí        |
| 6 Agost 2015 | 17:30 | Final dels 200 m papallona femení       |
| 6 Agost 2015 | 17:30 | Semifinals dels 200 m braça masculí     |
| 6 Agost 2015 | 17:30 | Final dels 50 m esquena femení          |
| 6 Agost 2015 | 17:30 | Semifinal dels 200 m esquena masculí    |
| 6 Agost 2015 | 17:30 | Final dels 4x200 m lliures femení       |
| 7 Agost 2015 | 09:30 | Sèries dels 50 lliures masculí          |
| 7 Agost 2015 | 09:30 | Sèries dels 50 m papallona femení       |
| 7 Agost 2015 | 09:30 | Sèries dels 100 m papallona masculí     |
| 7 Agost 2015 | 09:30 | Sèries dels 200 m esquena fememí        |
| 7 Agost 2015 | 09:30 | Sèries dels 4x200 lliures masculí       |
| 7 Agost 2015 | 09:30 | Sèries dels 800 m lliures femení        |
| 7 Agost 2015 | 17:30 | Final dels 100 m lliures femení         |
| 7 Agost 2015 | 17:30 | Final dels 200 m esquena masculí        |
| 7 Agost 2015 | 17:30 | Semifinals dels 200 m eesquena femení   |
| 7 Agost 2015 | 17:30 | Semifinals dels 50 m lliures masculí    |
| 7 Agost 2015 | 17:30 | Final dels 200 m braça femení           |
| 7 Agost 2015 | 17:30 | Semifinals dels 100 m papallona masculí |
| 7 Agost 2015 | 17:30 | Semifinals dels 50 m papallona femení   |
| 7 Agost 2015 | 17:30 | Final dels 200 m braça masculí          |
| 7 Agost 2015 | 17:30 | Final dels 4x200 m lliures masculí      |
| 8 Agost 2015 | 09:30 | Sèries dels 50 m lliures femení         |
| 8 Agost 2015 | 09:30 | Sèries dels 50 m esquena masculí        |
| 8 Agost 2015 | 09:30 | Sèries dels 50 m braça femení           |
| 8 Agost 2015 | 09:30 | Sèries dels 4x100 m lliures mixt        |
| 8 Agost 2015 | 09:30 | Sèries dels 1500 m lliures masculí      |
| 8 Agost 2015 | 17:30 | Final dels 50 m papallona femení        |
| 8 Agost 2015 | 17:30 | Final dels 50 m lliures masculí         |
| 8 Agost 2015 | 17:30 | Final dels 200 m esquena femení         |
| 8 Agost 2015 | 17:30 | Semifinals dels 50 m braça femení       |
| 8 Agost 2015 | 17:30 | Final dels 100 m papallona masculí      |
| 8 Agost 2015 | 17:30 | Semifinals dels 50 m lliures femení     |
| 8 Agost 2015 | 17:30 | Semifinals dels 50 m esquena masculí    |
| 8 Agost 2015 | 17:30 | Final dels 800 m lliures femení         |
| 8 Agost 2015 | 17:30 | Finals dels 4x100 m lliures mixt        |
| 9 Agost 2015 | 09:30 | Sèries dels 400 m estils masculí        |
| 9 Agost 2015 | 09:30 | Sèries dels 400 m estils femení         |
| 9 Agost 2015 | 09:30 | Sèries dels 4x100 m estils masculí      |
| 9 Agost 2015 | 09:30 | Sèries dels 4x100 m estils femení       |
| 9 Agost 2015 | 17:30 | Final dels 50 m esquena masculí         |
| 9 Agost 2015 | 17:30 | Final dels 50 m braça femení            |
| 9 Agost 2015 | 17:30 | Final dels 400 m estils masculí         |
| 9 Agost 2015 | 17:30 | Final dels 50 m lliures femení          |
| 9 Agost 2015 | 17:30 | Final dels 1500 m masculí               |
| 9 Agost 2015 | 17:30 | Final dels 400 m estils femení          |
| 9 Agost 2015 | 17:30 | Final dels 4x100 m estils masculí       |
| 9 Agost 2015 | 17:30 | final dels 4x100 m estils femení        |

## Medaller
*   País organitzador
| Pos.  | País            | Or | Plata | Bronze | Total |
| 1     | Estats Units    | 8  | 10    | 5      | 23    |
| 2     | Austràlia       | 7  | 3     | 6      | 16    |
| 3     | R.P. de la Xina | 5  | 1     | 7      | 13    |
| 4     | Regne Unit      | 5  | 1     | 3      | 9     |
| 5     | França          | 4  | 1     | 1      | 6     |
| 6     | Hongria         | 3  | 2     | 4      | 9     |
| 7     | Suècia          | 3  | 2     | 1      | 6     |
| 8     | Japó            | 3  | 1     | 0      | 4     |
| 9     | Itàlia          | 1  | 3     | 1      | 5     |
| 10    | Sud-àfrica      | 1  | 3     | 0      | 4     |
| 11    | Rússia*         | 1  | 1     | 2      | 4     |
| 12    | Alemanya        | 1  | 0     | 2      | 3     |
| 13    | Països Baixos   | 0  | 4     | 0      | 4     |
| 14    | Brasil          | 0  | 3     | 1      | 4     |
| 15    | Dinamarca       | 0  | 2     | 2      | 4     |
| 16    | Nova Zelanda    | 0  | 2     | 0      | 2     |
| 17    | Polònia         | 0  | 1     | 2      | 3     |
| 18    | Jamaica         | 0  | 1     | 1      | 2     |
| 19    | Lituània        | 0  | 1     | 0      | 1     |
| 20    | Canadà          | 0  | 0     | 4      | 4     |
| 21    | Argentina       | 0  | 0     | 1      | 1     |
| 21    | Singapur        | 0  | 0     | 1      | 1     |
| 21    | Espanya         | 0  | 0     | 1      | 1     |
| Total | Total           | 42 | 42    | 45     | 129   |

## Medallistes

### Masculí
| Event                  | Or | Or          | Plata | Plata       | Bronze | Bronze   |
| 50 m lliures           | Florent Manaudou França                                                                                         | 21,19       | Nathan Adrian Estats Units                                                                                          | 21,52       | Bruno Fratus Brasil | 21,56    |
| 100 m lliures          | Ning Zetao R.P. de la Xina                                                                                      | 47,84       | Cameron McEvoy Austràlia                                                                                            | 47,95       | Federico Grabich Argentina                                                                                              | 48,12    |
| 200 m lliures          | James Guy Regne Unit                                                                                            | 1:45,14 NR  | Sun Yang R.P. de la Xina                                                                                            | 1:45,20     | Paul Biedermann Alemanya                                                                                                | 1:45,38  |
| 400 m lliures          | Sun Yang R.P. de la Xina                                                                                        | 3:42,58     | James Guy Regne Unit                                                                                                | 3:43,75 NR  | Ryan Cochrane Canadà | 3:44,59  |
| 800 m lliures          | Sun Yang R.P. de la Xina                                                                                        | 7:39,96     | Gregorio Paltrinieri Itàlia                                                                                         | 7:40,81 EU  | Mack Horton Austràlia                                                                                                   | 7:44,02  |
| 1500 m lliures         | Gregorio Paltrinieri Itàlia                                                                                     | 14:39,67 EU | Connor Jaeger Estats Units                                                                                          | 14:41,20 NR | Ryan Cochrane Canadà | 14:51,08 |
| 50 m esquena           | Camille Lacourt França                                                                                          | 24,23       | Matt Grevers Estats Units                                                                                           | 24,61       | Ben Treffers Austràlia                                                                                                  | 24,69    |
| 100 m esquena          | Mitch Larkin Austràlia                                                                                          | 52,40       | Camille Lacourt França                                                                                              | 52,48       | Matt Grevers Estats Units                                                                                               | 52,66    |
| 200 m esquena          | Mitch Larkin Austràlia                                                                                          | 1:53,58 OC  | Radosław Kawęcki Polònia                                                                                            | 1:54,55     | Evgeny Rylov Rússia | 1:54:60  |
| 50 m braça             | Adam Peaty Regne Unit                                                                                           | 26,51       | Cameron van der Burgh Sud-àfrica                                                                                    | 26,66       | Kevin Cordes Estats Units                                                                                               | 26,86    |
| 100 m braça            | Adam Peaty Regne Unit                                                                                           | 58,52       | Cameron van der Burgh Sud-àfrica                                                                                    | 58,59       | Ross Murdoch Regne Unit                                                                                                 | 59,09    |
| 200 m braça            | Marco Koch Alemanya                                                                                             | 2:07,76     | Kevin Cordes Estats Units                                                                                           | 2:08,05     | Dániel Gyurta Hongria                                                                                                   | 2:08,10  |
| 50 m papallona         | Florent Manaudou França                                                                                         | 22,97       | Nicholas Santos Brasil                                                                                              | 23,09       | László Cseh Hongria · Konrad Czerniak Polònia                                                                           | 23,15    |
| 100 m papallona        | Chad le Clos Sud-àfrica                                                                                         | 50,56 AF    | László Cseh Hongria                                                                                                 | 50,87       | Joseph Schooling Singapur                                                                                               | 50,96 AS |
| 200 m papallona        | László Cseh Hongria                                                                                             | 1:53,48     | Chad le Clos Sud-àfrica                                                                                             | 1:53,68     | Jan Świtkowski Polònia                                                                                                  | 1:54,10  |
| 200 m estils           | Ryan Lochte Estats Units                                                                                        | 1:55,81     | Thiago Pereira Brasil                                                                                               | 1:56,65     | Wang Shun R.P. de la Xina                                                                                               | 1:56,81  |
| 400 m estils           | Daiya Seto Japó                                                                                                 | 4:08,50     | Dávid Verrasztó Hongria                                                                                             | 4:09,90     | Chase Kalisz Estats Units                                                                                               | 4:10,05  |
| Relleu 4×100 m lliures | França · Mehdy Metella (48,37) · Florent Manaudou (47,93) · Fabien Gilot (47,08) · Jérémy Stravius (47,36)      | 3:10,74     | Rússia · Andrey Grechin (48,60) · Nikita Lobintsev (47,98) · Vladimir Morozov (46,95) · Alexandr Sukhorukov (47,66) | 3:11,19     | Itàlia · Luca Dotto (48,75) · Marco Orsi (47,75) · Michele Santucci (48,48) · Filippo Magnini (47,55)                   | 3:12,53  |
| Relleu 4×200 m lliures | Regne Unit · Daniel Wallace (1:47,04) · Robert Renwick (1:45,98) · Calum Jarvis (1:46,57) · James Guy (1:44,74) | 7:04,33     | Estats Units · Ryan Lochte (1:45,71) · Conor Dwyer (1:45,33) · Reed Malone (1:46,92) · Michael Weiss (1:46,79)      | 7:04,75     | Austràlia · Cameron McEvoy (1:46,46) · David McKeon (1:47,05) · Daniel Smith (1:46,38) · Thomas Fraser-Holmes (1:45,45) | 7:05,34  |
| Relleu 4×100 m estils  | Estats Units · Ryan Murphy (53,05) · Kevin Cordes (58,88) · Tom Shields (50,59) · Nathan Adrian (47,41)         | 3:29,93     | Austràlia · Mitch Larkin (52,41) · Jake Packard (59,16) · Jayden Hadler (51,91) · Cameron McEvoy (46,60)            | 3:30,08     | França · Camille Lacourt (52,81) · Giacomo Perez-Dortona (59,88) · Mehdy Metella (50,39) · Fabien Gilot (47,42)         | 3:30,50  |

### Femení
| Event           | Or | Or                   | Plata | Plata       | Bronze | Bronze      |
| 50 m lliures    | Bronte Campbell Austràlia                                                                                             | 24,12                | Ranomi Kromowidjojo Països Baixos                                                                                              | 24,22       | Sarah Sjöström Suècia                                                                                        | 24,31       |
| 100 m lliures   | Bronte Campbell Austràlia                                                                                             | 52,52                | Sarah Sjöström Suècia | 52,70       | Cate Campbell Austràlia                                                                                      | 52,82       |
| 200 m lliures   | Katie Ledecky Estats Units                                                                                            | 1:55,16              | Federica Pellegrini Itàlia | 1:55,32     | Missy Franklin Estats Units                                                                                  | 1:55,49     |
| 400 m lliures   | Katie Ledecky Estats Units                                                                                            | 3:59,13 CR           | Sharon van Rouwendaal Països Baixos                                                                                            | 4:03,02 NR  | Jessica Ashwood Austràlia                                                                                    | 4:03,34 OC  |
| 800 m lliures   | Katie Ledecky Estats Units                                                                                            | 8:07,39 Plantilla:WR | Lauren Boyle Nova Zelanda | 8:17,65 OC  | Jazmin Carlin Regne Unit                                                                                     | 8:18,15     |
| 1500 m lliures  | Katie Ledecky Estats Units                                                                                            | 15:25,48 WR          | Lauren Boyle Nova Zelanda | 15:40,14 OC | Boglárka Kapás Hongria                                                                                       | 15:47,09 NR |
| 50 m esquena    | Fu Yuanhui R.P. de la Xina                                                                                            | 27,11                | Etiene Medeiros Brasil | 27,26 AM    | Liu Xiang R.P. de la Xina                                                                                    | 27,58       |
| 100 m esquena   | Emily Seebohm Austràlia                                                                                               | 58,26                | Madison Wilson Austràlia | 58,75       | Mie Nielsen Dinamarca                                                                                        | 58,86       |
| 200 m esquena   | Emily Seebohm Austràlia                                                                                               | 2:05,81 OC           | Missy Franklin Estats Units | 2:06,34     | Katinka Hosszú Hongria                                                                                       | 2:06,84     |
| 50 m braça      | Jennie Johansson Suècia                                                                                               | 30,05                | Alia Atkinson Jamaica | 30,11       | Yuliya Yefimova Rússia                                                                                       | 30,13       |
| 100 m braça     | Yuliya Yefimova Rússia                                                                                                | 1:05,66              | Rūta Meilutytė Lituània | 1:06,36     | Alia Atkinson Jamaica                                                                                        | 1:06,42     |
| 200 m braça     | Kanako Watanabe Japó                                                                                                  | 2:21,15              | Micah Lawrence Estats Units | 2:22,44     | Jessica Vall Catalunya · Rikke Møller Pedersen Dinamarca · Shi Jinglin R.P. de la Xina                       | 2:22:76     |
| 50 m papallona  | Sarah Sjöström Suècia                                                                                                 | 24,96 CR             | Jeanette Ottesen Dinamarca | 25,34       | Lu Ying R.P. de la Xina                                                                                      | 25,37 AS    |
| 100 m papallona | Sarah Sjöström Suècia                                                                                                 | 55,64 WR             | Jeanette Ottesen Dinamarca | 57,05       | Lu Ying R.P. de la Xina                                                                                      | 57,48       |
| 200 m papallona | Natsumi Hoshi Japó | 2:05,56              | Cammile Adams Estats Units | 2:06,40     | Zhang Yufei R.P. de la Xina                                                                                  | 2:06,51 WJR |
| 200 m estils    | Katinka Hosszú Hongria                                                                                                | 2:06,12 WR           | Kanako Watanabe Japó | 2:08,45     | Siobhan-Marie O'Connor Regne Unit                                                                            | 2:08,77     |
| 400 m estils    | Katinka Hosszú Hongria                                                                                                | 4:30,39              | Maya DiRado Estats Units | 4:31,71     | Emily Overholt Canadà                                                                                        | 4:32,52 NR  |
| 4×100 m lliures | Austràlia · Emily Seebohm (53,92) · Emma McKeon (53,57) · Bronte Campbell (51,77) · Cate Campbell (52,22)             | 3:31,48 CR           | Països Baixos · Ranomi Kromowidjojo (53,30) · Maud van der Meer (54,50) · Marrit Steenbergen (53,88) · Femke Heemskerk (51,99) | 3:33,67     | Estats Units · Missy Franklin (53,68) · Margo Geer (54,14) · Lia Neal (53,70) · Simone Manuel (53,09)        | 3:34,61     |
| 4×200 m lliures | Estats Units · Missy Franklin (1:55,95) · Leah Smith (1:56,86) · Katie McLaughlin (1:56,92) · Katie Ledecky (1:55,64) | 7:45,37              | Itàlia · Alice Mizzau (1:57,50) · Erica Musso (1:58,66) · Chiara Masini Luccetti (1:57,52) · Federica Pellegrini (1:54,73)     | 7:48,41     | R.P. de la Xina · Qiu Yuhan (1:56,88) · Guo Junjun (1:57,55) · Zhang Yufei (1:58,73) · Shen Duo (1:55,94)    | 7:49,10     |
| 4×100 m estils  | R.P. de la Xina · Fu Yuanhui (59,29) · Shi Jinglin (1:05,56) · Lu Ying (56,56) · Shen Duo (53,00)                     | 3:54,41              | Suècia · Michelle Coleman (1:00,74) · Jennie Johansson (1:05,63) · Sarah Sjöström (55,28) · Louise Hansson (53,59)             | 3:55,24 EU  | Austràlia · Emily Seebohm (58,81) · Taylor McKeown (1:07,38) · Emma McKeon (57,59) · Bronte Campbell (51,78) | 3:55,56     |

### Mixt
| Event                  | Or | Or         | Plata | Plata      | Bronze | Bronze     |
| Relleu 4×100 m lliures | Estats Units · Ryan Lochte (48,79) · Nathan Adrian (47,29) · Simone Manuel (53,66) · Missy Franklin (53,31)            | 3:23,05 WR | Països Baixos · Sebastiaan Verschuren (48,74) · Joost Reijns (49,09) · Ranomi Kromowidjojo (52,48) · Femke Heemskerk (52,79) | 3:23,10 EU | Canadà · Santo Condorelli (48,19) · Yuri Kisil (48,25) · Sandrine Mainville (53,60) · Chantal van Landeghem (53,55) | 3:23,59    |
| Relleu 4×100 m estils  | Regne Unit · Chris Walker-Hebborn (52,94) · Adam Peaty (57,98) · Siobhan-Marie O'Connor (57,02) · Fran Halsall (53,77) | 3:41,71 WR | Estats Units · Ryan Murphy (53,31) · Kevin Cordes (58,63) · Katie McLaughlin (57,56) · Margo Geer (53,77)                    | 3:43,27    | Alemanya · Jan-Philip Glania (53,52) · Hendrik Feldwehr (59,16) · Alexandra Wenk (57,21) · Annika Bruhn (54,24)     | 3:44,13 NR |